# 長年大宝

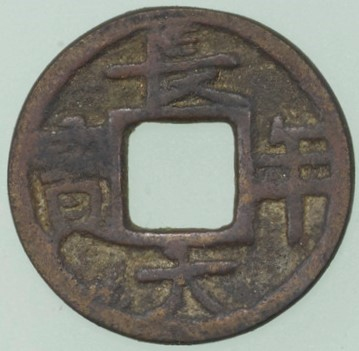
長年大宝（東京国立博物館所蔵）

長年大宝（長年大寳、ちょうねんたいほう）は、848年（嘉祥元年）10月から、日本で鋳造、発行された銭貨（『続日本後紀』『拾芥抄』）。皇朝十二銭の7番目に発行された貨種である。

## 始鋳と流通
独立行政法人造幣局の資料によると、長年大宝の始鋳年は嘉祥元年（848年）、材質は銅、量目2.63g、直径16.5-21.0mm、銅分71.50%である。ただ、皇朝十二銭のうち平安遷都後の9貨種は質の低下により文字が不鮮明になるなど安定していない。
『続日本後記』によると長年大宝は仁明天皇の時代の嘉祥元年（848年）9月19日に発行された。白亀が献上されたことから吉祥として元号が「嘉祥」に改められ、この改元により新銭が発行されたと記録されている。